# Glyceria spiculosa
Glyceria spiculosa là một loài thực vật có hoa trong họ Hòa thảo. Loài này được (J.A.Schmidt) Roshev. ex B.Fedtsch. mô tả khoa học đầu tiên năm 1929.